# San Pedro de Tiquina

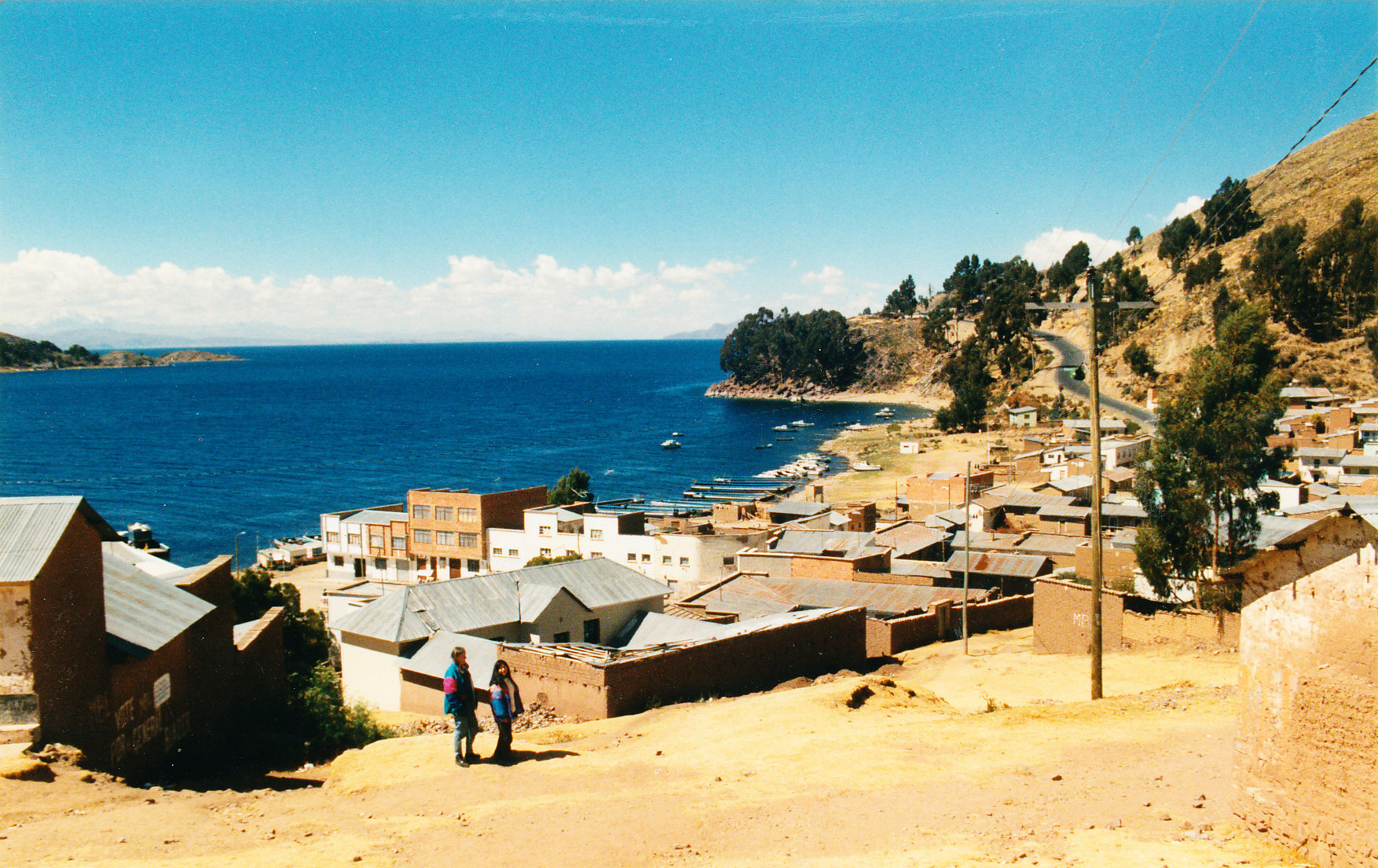
San Pedro de Tiquina

San Pedro de Tiquina is een plaats in het departement La Paz in Bolivia. Het is de hoofdplaats van de gemeente San Pedro de Tiquina in de provincie Manco Kapac. 